# Шалгочка
Шалгочка (слч. Šalgočka) насељено је мјесто са административним статусом сеоске општине (слч. obec) у округу Галанта, у Трнавском крају, Словачка Република.

## Становништво
| Година:    | 1994. | 2004.    | 2014.   | 2024.   |
| ---------- | ----- | -------- | ------- | ------- |
| Број људи: | 381   | 444      | 456     | 472     |
| Разлика:   |       | +16,53 % | +2,70 % | +3,50 % |

| Година:    | 2023. | 2024.   |
| ---------- | ----- | ------- |
| Број људи: | 470   | 472     |
| Разлика:   |       | +0,42 % |

Према подацима о броју становника из 2011. године насеље је имало 441 становника.